# Historia de Valencia (Venezuela)

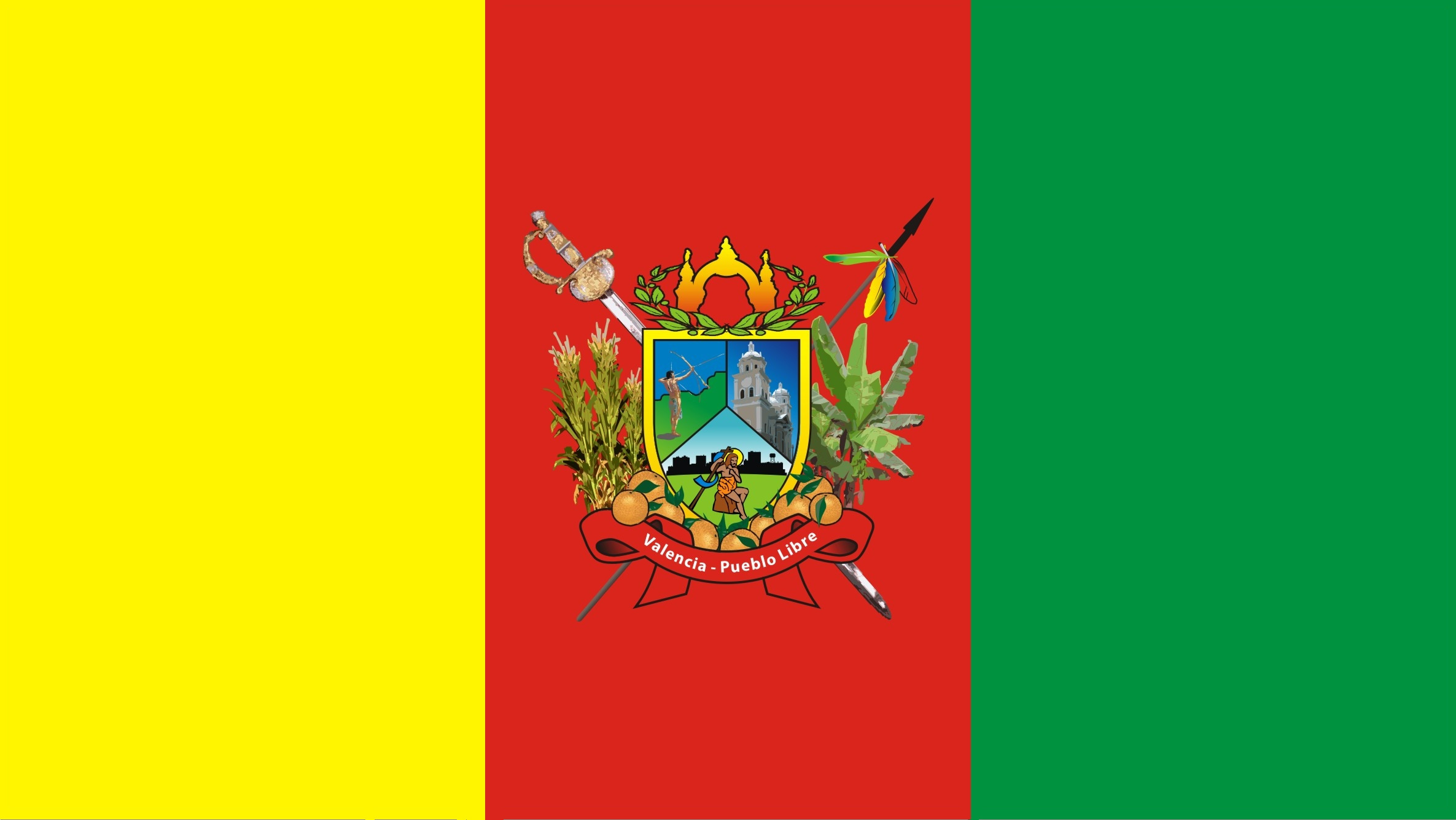
La bandera de Valencia (2009)

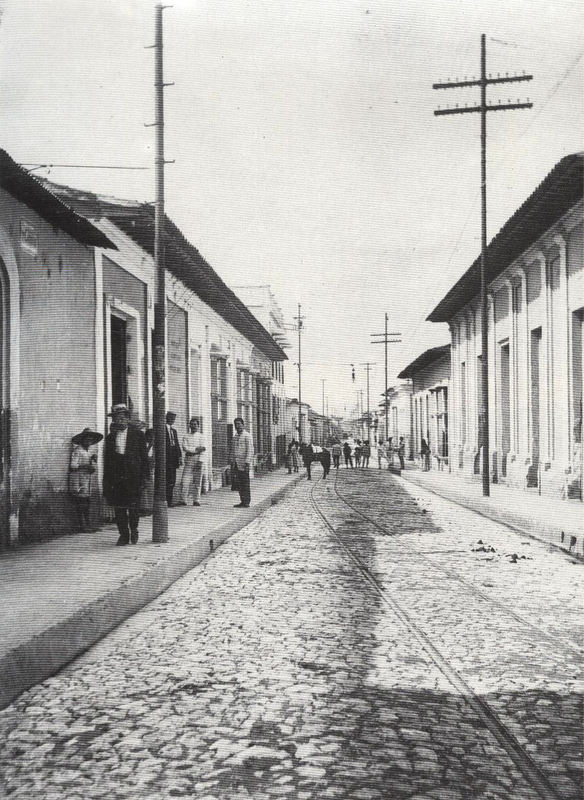
Calle del Casco Central de Valencia tomada a principios del siglo XX

Valencia, oficialmente Nuestra Señora de la Anunciación de la Nueva Valencia del Rey, es considerada como la Capital Industrial de Venezuela, así como también la tercera ciudad con los índices de atracción de inversiones más altos del país.
Fue capital de Venezuela en tres ocasiones: En 1812 cuando los poderes públicos del Gobierno provisional se trasladaron allí durante la Guerra de Independencia de Venezuela, y provisionalmente tanto en 1830 con la disolución de la Gran Colombia como en 1858, cuando triunfó la Revolución de Marzo.
Durante la Guerra de Independencia, Valencia fue teatro de grandes acontecimientos, contándose como el más célebre de ellos a la Batalla de Carabobo el 24 de junio de 1821, ya que luego de seis días (el 30 de junio de 1821) se creó allí el Consejo Municipal, que vino a ser el primero de Venezuela. Valencia ha gozado de fuero universitario desde 1852, cuando se crearon cuatro facultades universitarias en el "Colegio Nacional de Primera Categoría" que luego de diversas transformaciones pasó a ser lo que se conoce en la actualidad como la Universidad de Carabobo, siendo el punto de partida para el nacimiento de múltiples institutos de educación superior que han surgido en la región.

## Prehistoria
En las cercanías del Lago de Valencia se ha hallado material paleontológico del año 16.000 A.C, correspondiendo estos fósiles a Mastodontes (semejante al elefante), Megatherium (cercano a una pereza) y Glyptodon (parecido al actual armadillo), siendo todos mamíferos de grandes dimensiones. La cabeza del mastodon podía medir un metro de largo, y un ejemplar de los megatherium encontrados con una dimensión de 6 metros y muy similares a los encontrados en Falcón y Lara.

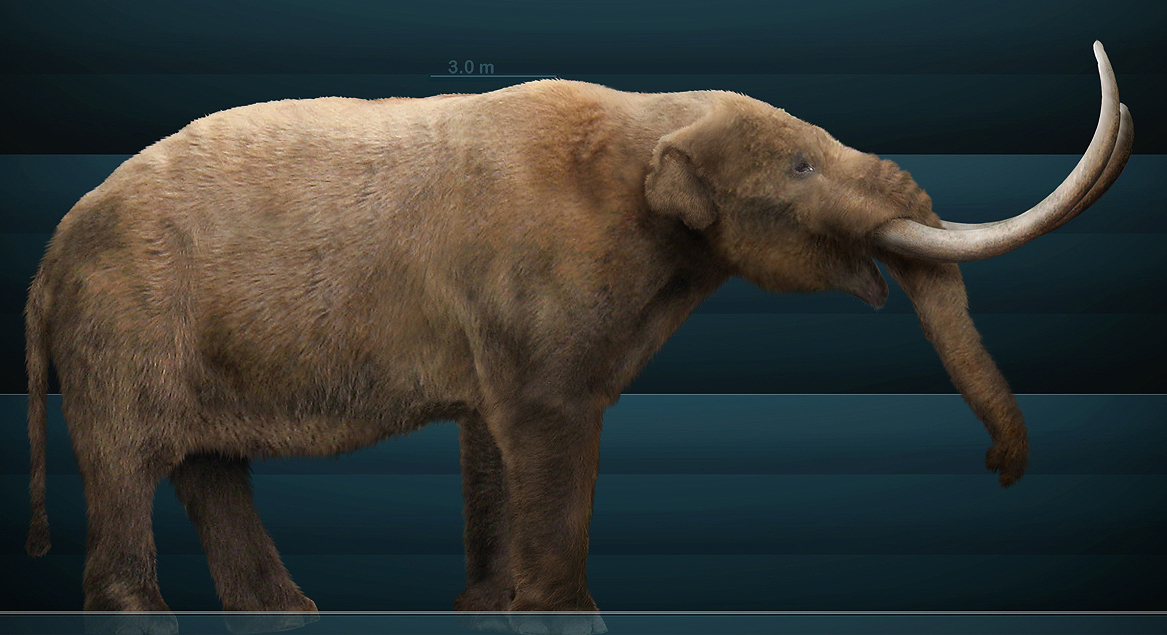
Reconstrucción gráfica del Mastodonte basado en estructura ósea y textos paleontológicos.
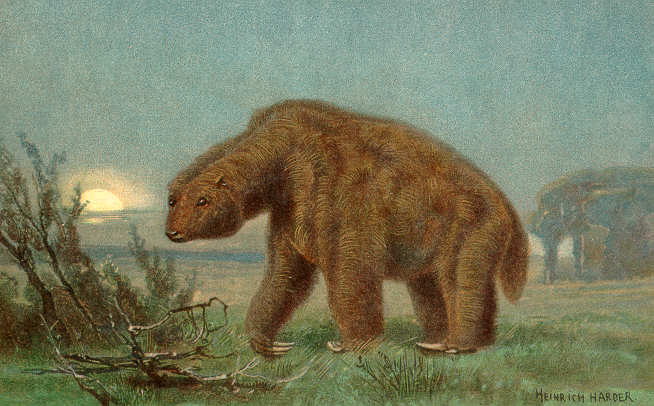
Imagen del Megatherium en su hábitat natural
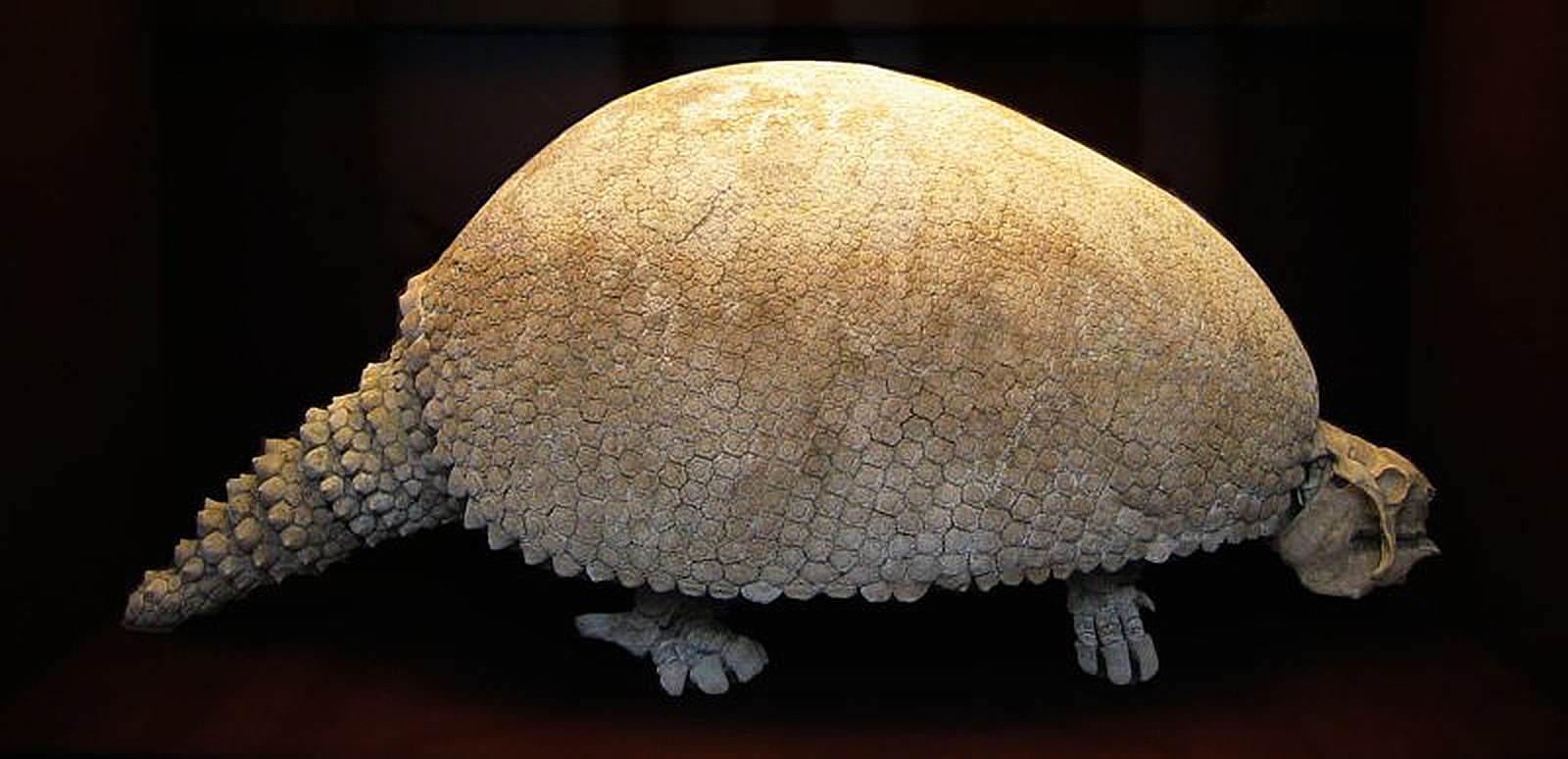
Reconstrucción gráfica del Glyptodon basado en las corazas encontradas.

## Valencia prehispánica

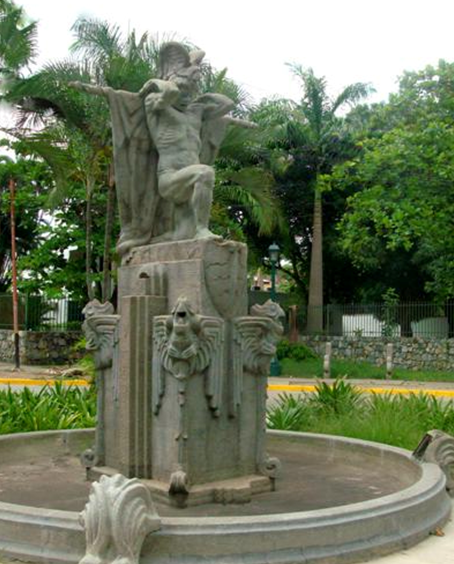
Estatua del indio Guacamayo.

Ya en el IV milenio A.C. existían ciertas poblaciones de indígenas recolectores en esta zona. Entre el 200 D.C. y el 1000 D.C se produjeron distintos asentamiento de varias etnias de la zona, en especial alrededor del Lago de Valencia donde quedaron objetos y estatuillas como prueba de su cultura, resaltando entre ellas la llamada "Venus de Tacarigua" como figurilla más icónica e importante que haya sido encontrada. La etnia de los arawakos fue una de las que hizo vida en las cercanías de la cuenca en determinado momento histórico, aunque no eran parte de los habitantes autóctonos a los cuales se les conoce como "Tacariguas" (que en la lengua indígena significa "lana de tambor") de los cuales se posee muy poca información documental. Aun así, los estudiosos tienden a inclinarse a que los llamados Indios Tacariguas tuvieron su origen como una ramificación de los llamados "Barrancoides Centrales" y "Arauquinoides" entre el año 400 D.C. y el 800 D.C. que decidieron establecerse en este valle en particular.
Es de notar que las evidencias de la presencia de poblaciones precolombinas en la región está sustentado en gran parte por los objetos dejados por estas poblaciones, debido a que existe muy pocos documentos escritos por parte de los colonizadores españoles que relaten cualquier clase de encuentros con estas culturas originarias incluso desde su llegada en el siglo XVI. Los historiadores teorizan las siguientes posibilidades: Migración de la población indígena local, una muy rápida acción esclavizadora por parte de los conquistadores, epidemias que redujeran sus números y hasta incluso la pérdida o destrucción de documentos históricos en donde se hubiese plasmado su existencia. Con respecto al idioma de esta población, pudieron haber llegado a hablar el mismo idioma de los Indios Caracas (lengua Caribe) según algunas apreciaciones científicas migratorias, aunque no se tiene la certeza de ello.
Los indígenas locales se dedicaban a la recolección y a la caza, y es posible que experimentasen con primeras formas de agricultura.
Según un mito, para el momento de la llegada de los españoles, con la intención establecer una ciudad en la zona, el conocido como Indio Guacamayo cumplía funciones como cacique y piache de los indígenas tacariguas. Según cuenta leyenda, solía combatir a los recién llegados españoles luciendo un vistoso penacho hecho con plumas de guacamayas, hasta el día que obligó a toda su tribu a arrojar sus armas al lago como gesto de paz y armonía.
Otras tribus que habitaron en las orillas del lago fueron los araguas, meregotos, ajaguas y mucarias, quienes hablaban un idioma emparentado con el de los indios caracas.

## Fundación de la ciudad

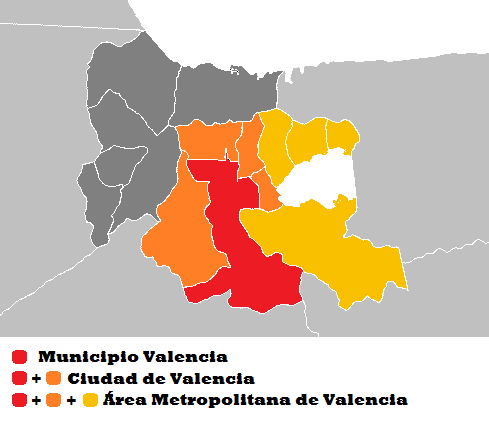
El Municipio Valencia y sus alrededores

Los orígenes de Valencia se remontan al año 1551, cuando el Capitán Vicente Díaz, vecino de Nuestra Señora de la Concepción de la Borburata, decide dotar de ganado a dicha ciudad con el objetivo de traer mayor prosperidad a la misma. Para esto viaja a la isla de Margarita donde adquiere un buen lote de ganado vacuno y caballar, además de conseguir un grupo de soldados que lo acompañarían en la difícil empresa de movilizar dicho ganado hasta Borburata. La empresa fue llevada a cabo exitosamente, sin embargo, los terrenos de Borburata no eran propicios para el desarrollo de la ganadería, por lo cual el dicho Capitán Vicente Díaz funda un hato en donde se encuentra hoy día emplazada la ciudad de Valencia. Allí fija su residencia junto con sus hijos y yernos.
Para propiciar el poblamiento de la región, Vicente Díaz favorece a los vecinos de Borburata que quisieran radicarse en el nuevo sitio, obsequiándoles piezas de ganado y muchos dones. Aquellos que se vieron atraídos por el sitio, lo hicieron inicialmente por los constantes ataques corsarios que sufría Borburata, siendo los primeros pobladores Sebastián Ruiz, Andrés Hernández, Sebastián Díaz de Alfaro y Juan Fernández de Trujillo, quienes dan testimonio de estos hechos en un documento encontrado en la Catedral de Valencia con fecha de 1609. Uno de dichos ataques sufridos en Borburata ocurrió el 17 de abril de 1555, de la mano de piratas francés, fecha en la que la ciudad fue tomada y saqueada. Después de este, y otros acontecimientos similares, más de sus pobladores deciden fijar su residencia en la villa de Nueva Valencia, más segura que la anterior.
Si bien el primer sitio fue hecho por el Capitán Vicente Díaz, sigue siendo objeto de debate el nombre del fundador de la villa que allí surgió: El Capitán General de la Provincia, Alonso Arias de Villasinda había dado órdenes a su pariente (Alonso Díaz Moreno) de cumplir el mandato de poblar ese privilegiado lugar por las mismas fechas en que el Capitán Díaz construía su hato. El historiador José de Oviedo y Baños precisó en 1723 en su obra Historia de la conquista y población de la Provincia de Venezuela que Valencia fue fundada por Alonso Díaz Moreno, quedando esta versión como la oficial para la posteridad.
En cuanto a la fecha de fundación, la tradición sigue considerándola el 25 de marzo de 1555, debido a que la ciudad nació bajo la advocación y nombre de Nuestra Señora de la Anunciación de Nueva Valencia del Rey, fecha religiosa que se celebra ese día. Si bien los datos reales de la fecha de fundación de la ciudad estuvieron por mucho tiempo en el Archivo General de Indias en la ciudad de Sevilla, éstos se perdieron al sufrir sucesivos traslados; siendo el primero de ellos a la ciudad de Madrid y posteriormente al Archivo de Alcalá de Henares, donde un incendio causó la pérdida de este y otros 150.000 legajos en el año de 1939. Sin embargo, aún quedan testimonios de la fecha de fundación de la ciudad, gracias al inventario realizado por Antonio León Pinelo de todos los documentos que existían en el Archivo General de Indias en el año de 1608. Allí quedó registrado entre los hechos ocurridos en el año de 1553 en la Provincia de Venezuela lo siguiente: "El Licenciado Alonso Arias de Villasinda siendo gobernador pobló la Nueva Valencia", contrariando esta información a la fecha que se tiene como oficial (1555) y estableciendo incluso un mes distinto como supuesto año de fundación (diciembre de 1553). Esta información se corresponde con las investigaciones realizadas por los párrocos de la Catedral de Valencia:

[...] antes de la fecha de 1555 estaba fundada la ciudad de Valencia, que había cumplido la acostumbrada ceremonia de fundación: una misa en el lugar y bendición de las tierras, seguidas de la declaración de los presentes de su intención de poblar en nombre de la corona o del rey; se clavaba una cruz en el sitio donde se iba a construir la iglesia y al lado la zona del cementerio, y se ponía la primera piedra de la iglesia; seguidamente, se trazaba el cuadro de la plaza y las calles, con sus respectivos solares, según el número de familias que allí se iban a instalar

Aun así, Luigi Frassato (miembro de la Academia de Historia de Carabobo) considera que siendo o no 1555 el año de fundación de la ciudad, ésta debe seguir concibiéndose como originalmente (25 de marzo de 1555) debido tanto a la tradición como al hecho de que la escogencia de esa fecha surgió por corresponder a la anunciación del Ángel Gabriel a la Virgen María, lo cual refleja el sello cristiano que ha tenido la localidad desde sus inicios:

Es lo más sano seguir celebrando éste, como Día de Valencia, porque en los actos fundacionales la primera iglesia se dedicó a la anunciación de la Virgen María

El topónimo de la ciudad deriva de la localidad natal de Arias de Villasinda: Valencia de Don Juan (León, España). Su nombre oficial era Nuestra Señora de la Asunción de la Nueva Valencia del Rey. En un principio la ganadería formó el sustento de los valencianos, los cuales disponían de importantes riquezas gracias a lo lucrativo de esta actividad.

## Período colonial
El 10 de octubre de 1555, Juan López de Velasco registra la asignación a la iglesia de Valencia de 300 pesos por el porcentaje que percibía la Real Corona sobre las herencias y bienes dejados por los difuntos, confirmándose así la existencia de una iglesia Matriz para ese año.
En Valencia, al igual que en el resto del territorio de lo que hoy conocemos como Venezuela, existió una figura implementada por los conquistadores conocida como Cabildo o Ayuntamiento, la cual se encargaba de solucionar los problemas que se sucitaran en la localidad. Esta institución tuvo su origen en la necesidad de gobernar a los pueblos y ciudades en una época donde no existía una demarcación exacta de las provincias en el nuevo mundo, y estaba compuesto por el Alcalde Mayor, el Teniente de Justicia Mayor, un grupo de habitantes de la localidad bajo el título de Cabildantes o Regidores, los Alcaldes Ordinarios, el Síndico Procurador, el Alférez Real, el Fiel Ejecutor, el Alguacil Mayor, el Mayordomo y el Escribano; todos ellos subordinados al Gobernador de la Provincia (en caso de las Provincias) o al Capitán General (en caso de ser una Capitanía General). De acuerdo al cronista de la ciudad, Don Guillermo Mujica Sevilla, ésta es la descripción del antiguo Cabildo:

El Cabildo tenia sede en la Casa Consistorial, situada en la parte noroeste de la esquina hoy formada por la calle Colombia y la Avenida Bolívar, frente a la Plaza Bolívar. Tenia una imagen de la Virgen de la Anunciación de Valencia (Valencia era denominada “Nuestra Señora de la Anunciación de la Nueva Valencia del Rey”) también había allí una efigie del Rey de España con deterioros por el tiempo y modificaciones, esta casa se conservo (casa de alto, o de dos plantas, con techo de tejas y alero) hasta 1926, cuando fue derribada para construir el Palacio Municipal.

Esta institución se corresponde en mayor parte con lo que hoy se conoce como Concejo Municipal, y los Cabildantes con los Concejales.
1561: «el tirano» Lope de Aguirre asedia la ciudad siendo el Alcalde de la ciudad Francisco de Madrid. Este último, había escrito una carta al Gobernador Collado en Nuestra Señora de La Concepción de El Tocuyo, avisando de los planes de Lope de Aguirre, y solicitando la ayuda de 60 hombres que evitaran el desembarco. La ayuda no fue enviada y ocurrió la invasión de la ciudad que obliga a los habitantes a huir a las islas del Lago de Valencia. Desde allí escribe una carta al Rey de España.

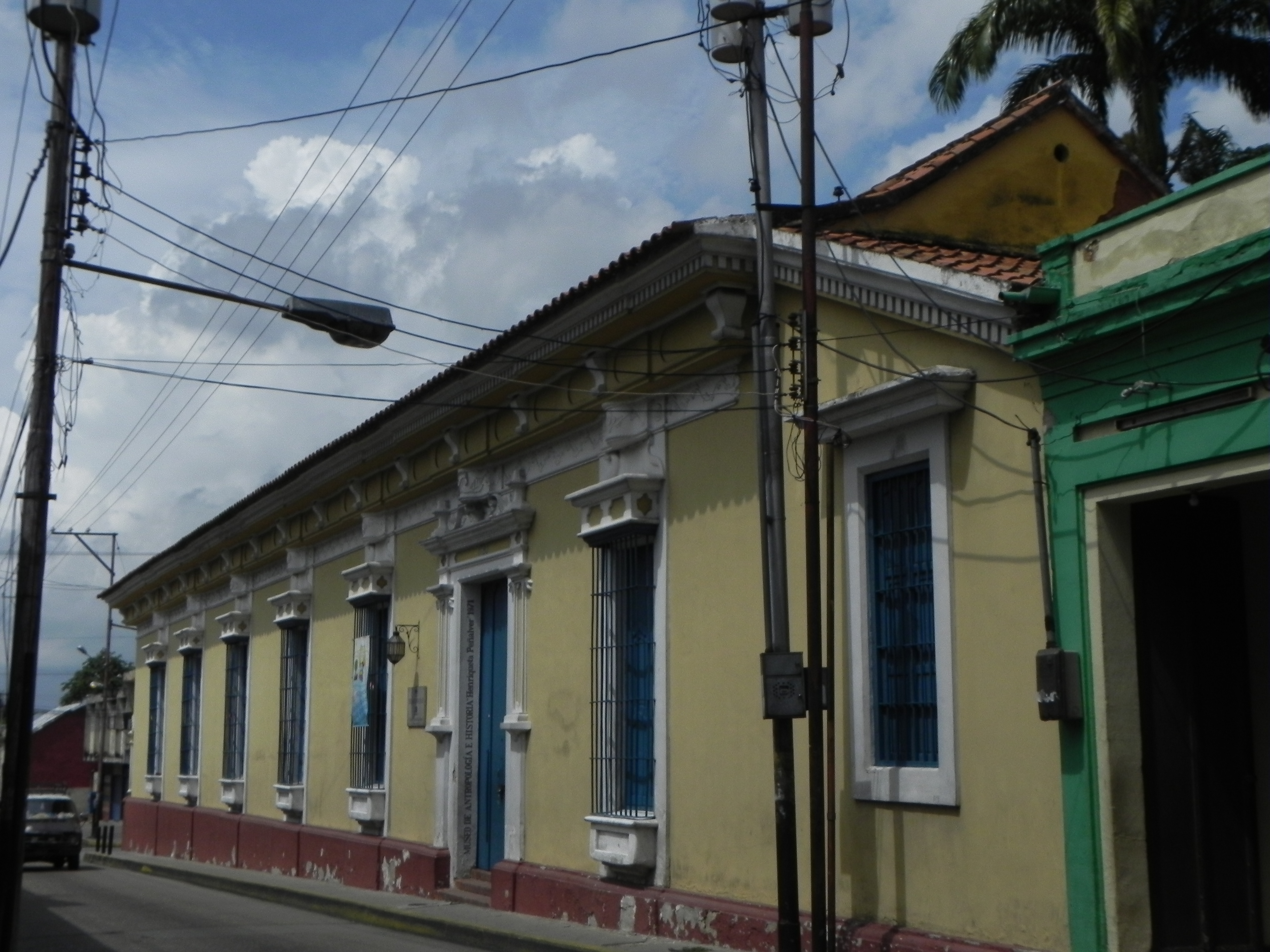
Casa de los Celis, edificada a finales del siglo XVIII

1580: siendo el Obispo Fray Juan de Manzanillo el gobernador de esta Diócesis, se erige un templo en el sitio donde se encuentra actualmente la Catedral de Valencia. La iglesia sufre modificaciones posteriores, especialmente durante el siglo XVIII, ya que para el año de 1767, el Obispo Diego Antonio Diez Madroñero se informa acerca del adelanto de las obras de la Catedral. el 18 de marzo de 1781, el Obispo Mariano Martí llega a Valencia, describiendo el adelanto de la edificación de la iglesia. Comenta el Obispo la reconstrucción de las paredes laterales, la edificación de tres capillas por cabeza de las naves de la misma (que serían cubiertas con bóvedas de ladrillo) y de la Sacristía. La fábrica de la iglesia continúa lentamente, y a comienzos del siglo XIX solo se había levantado la torre del lado del Evangelio y las columnas de la fachada.
El año de 1664 marca la construcción de lo que hoy es el más antiguo edificio de la ciudad. En este año se funda, por parte de Gaspar Matute Villalobos, el Hospital San Antonio de Padua, ubicado entre la Avenida de la Beneficencia (actual Avenida Soublette) y la Calle Real (actual Calle Colombia). Este contaba con una capilla dedicada a dicho santo, y se encontraba emplazada en toda la manzana, aunque posteriormente sus dimensiones fueron reduciéndose. Hoy en día la edificación es conocida como la Casa de La Estrella, uno de los edificios más representativos de la historia del país.
En 1677, Valencia es arrasada por piratas franceses, los cuales queman su Ayuntamiento y ocasionan la pérdida de innumerables documentos de importancia, encontrándose entre ellos el Acta de la Fundación de la Ciudad. No era la primera vez que los corsarios incursionaban en Valencia, pero si una de las más resaltantes. Inclusive, el nombre del pueblo de Trincheras provino de las trincheras que se colocaban allí para que los piratas no lograran llegar a la ciudad.
Febrero de 1800: Alexander von Humboldt visita la ciudad en su viaje por las Américas. En su visita, el barón reporta que la ciudad contaba con una cantidad de seis mil a siete mil habitantes.
Durante el período colonial, Valencia se perfila como una de las principales ciudades del país, con numerosos pueblos que crecen a sus alrededores gracias a sus riquezas (Nuestra Señora de La Begoña de Naguanagua, San Diego, Los Guayos, Tocuyito y San Agustín de Guacara. Cuenta, entre otros organismos, con un cabildo en el que los valencianos en numerosas ocasiones alzaron la voz en defensa de los privilegios que les proveía el dominio colonial.

## Guerra de Independencia

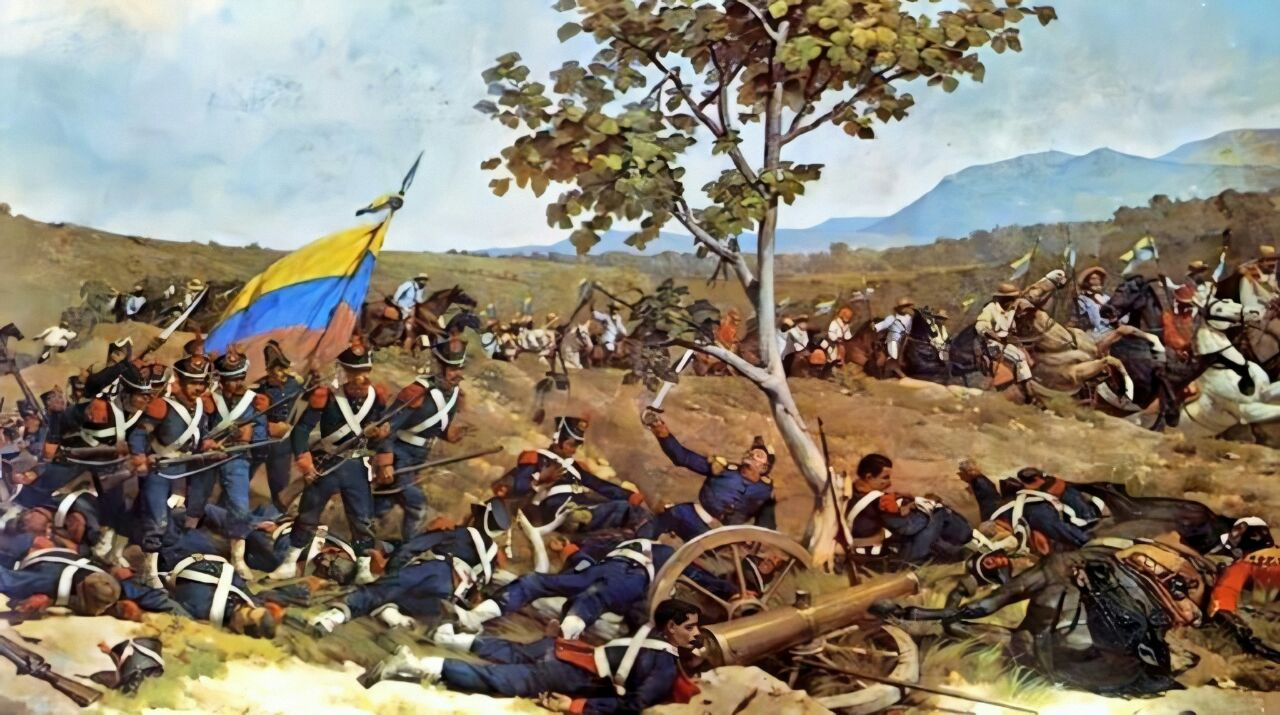
Óleo de la Batalla de Carabobo.

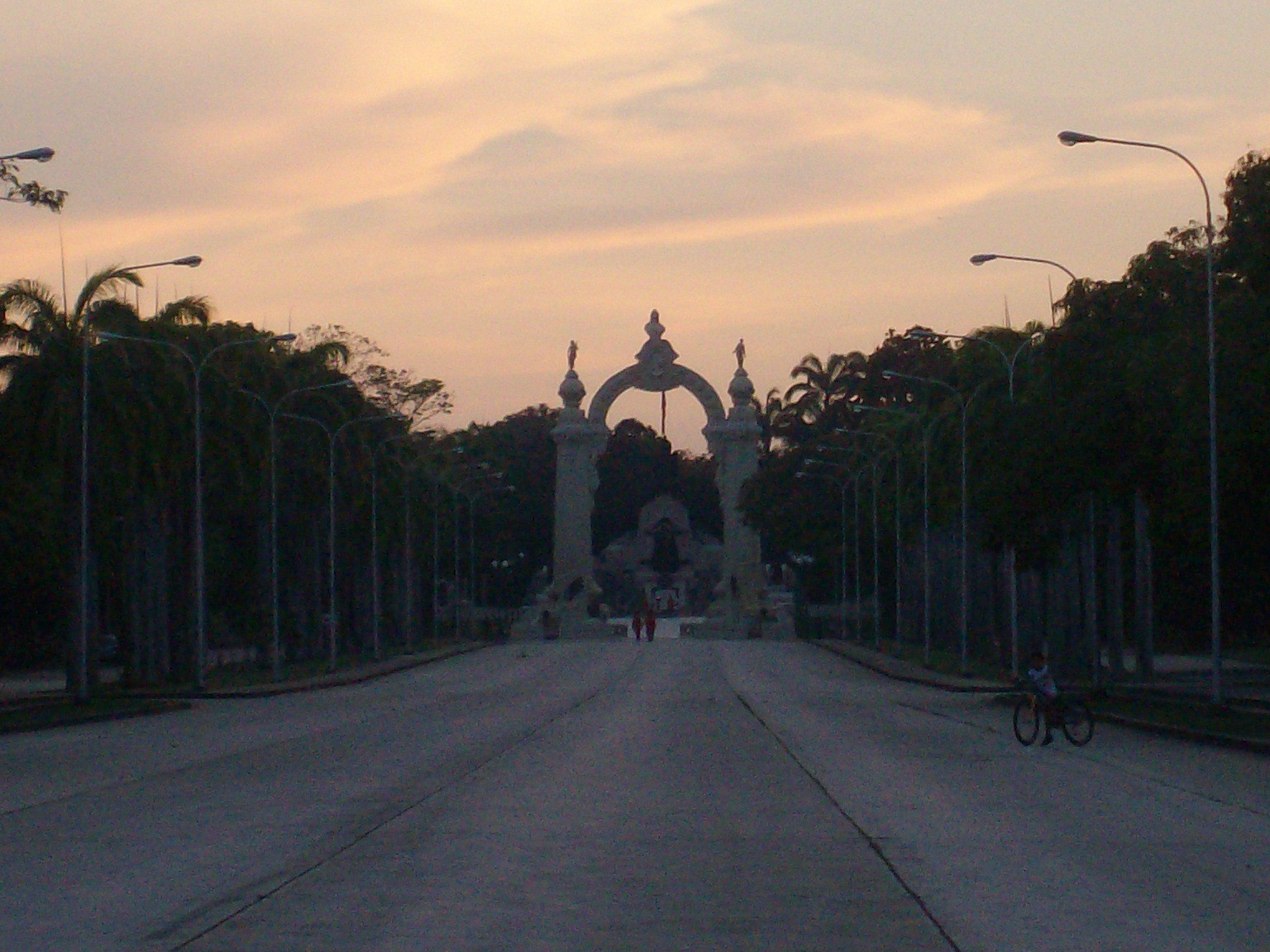
El Arco de Carabobo se encuentra en Campo de Carabobo en el sitio de la Batalla de Carabobo.

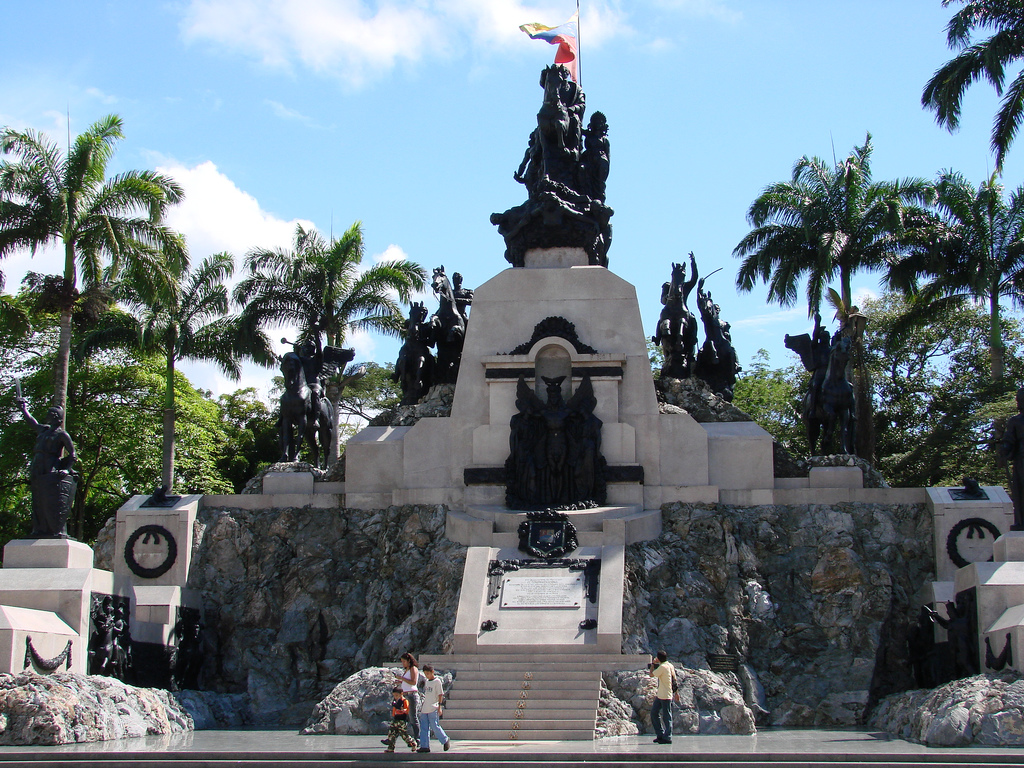
Altar de la patria en el Campo de Carabobo.

En los inicios de la rebelión contra España, la élite valenciana demostró un apego a la sociedad tradicional que había conocido por casi trescientos años.
El cabildo valenciano decide entre 1808 y 1809 intentar recuperar el uso del escudo de la ciudad (símbolo cívico insigne) mediando la acuñación de algunas monedas.
En 1810, a pesar del evidente apego del ayuntamiento local a la corona, la autonomía adquirida por los sucesos de la Revolución del 19 de abril de 1810 y la convocatoria del Congreso Constituyente llevan a que el cabildo valenciano colabore con Caracas en sus ansias independentistas; aunque ello surge como consecuencia de intereses políticos y aspiraciones a la capitalidad de la provincia de la misma manera en que había hecho Caracas durante la centralización borbónica, delegándose en ella un enorme poder. Es en estos términos que Fernando Peñalver, el más importante diputado valenciano ante el congreso, defiende el federalismo proponiendo la conversión de Valencia en la capital de la provincia. Esta misma posición es tomada por el cabildo de la ciudad como condición importante para ceder en su apego a la monarquía. La negativa de Caracas a reconocer las pretensiones de los valencianos, la declaración de la Independencia en 1811 y la enorme presencia española en la ciudad es lo que conlleva a una división en la élite valenciana, derivándose en la insurrección de la ciudad contra la república más tarde ese mismo año.
A finales de ese año de redactó la Constitución Federal de los Estados de Venezuela, la cual estableció que cada una de las provincias que lo componían podían organizar su territorio acorde a lo que decidiese su administración local. En ese momento Valencia formaba parte de la Provincia de Venezuela, la cual se subdividió en cinco Departamentos, los cuales su vez estaban compuestos por Cantones y estos finalmente en Distritos; organización en la cual Valencia fungía como Cantón. Tal división político-territorial se modificaría en varias ocasiones durante el proceso de independencia de Venezuela de la corona española y posteriormente durante su estabilización como República.
Para asegurar la estabilidad de la recién nacida república, Valencia se convierte en la capital (llamada en ese momento ciudad federal) de la Confederación de las Provincias Unidas de Venezuela por el Congreso Nacional el 9 de enero de 1812. A partir del 15 de febrero de 1812 la sede de dicho congreso pasa a ser la Casa de La Estrella en Valencia, trasladándose poco después los otros dos poderes creados por la Constitución de la época, teniendo por ejemplo al Poder Ejecutivo funcionando en una propiedad de Miguel Ignacio Malpica.
Este hecho permite alejar las tensiones elevadas contra Caracas por el resto de las ciudades de la provincia, y dejaba a Valencia sin argumentos válidos contra la antigua capital, aunque seguía teniendo un poder limitado ante la mayoría caraqueña que formaba el congreso. De esta manera, la declaratoria de la capitalidad valenciana aseguraba el apego de la ciudad a los intereses independentistas (ya que los antiguos partidarios de la Corona ahora tenían a su cargo las riendas de la República), así como el apego de otras importantes poblaciones que en un principio dependían de la ciudad, como Puerto Cabello.
Más tarde ese mismo año de 1812, España restablece su dominio sobre la provincia con la llegada de las tropas realistas de Domingo de Monteverde, lo cual disolvió el congreso. Este hecho fue aprovechado por los valencianos partidarios de la Corona para ocultar la acción de Valencia durante los hechos del 19 de abril de 1810 y así solicitar el establecimiento de la capital provincial en Valencia, alegando la necesidad de alejar las instituciones reales de la Caracas fiel a los ideales independentistas. De esta forma, nace una profunda división entre los valencianos que se irá difuminando durante los hechos que marcaron la Guerra de Independencia, durante la cual la ciudad tomará una firme posición en las tropas independentistas y siendo escenario de muchos de los más importantes sucesos de la Independencia.
1814: Ocurre una derrota frente al realista José Ceballos por un sitiado que le realiza la ciudad, el cual corre bajo el nombre de "Asedio de Valencia". Posteriormente a dichos sucesos, tiene lugar también una nueva batalla de importancia entre ambos bandos por causa del sitiado inicial, llegando José Tomás Boves a las puertas de la ciudad con 6000 soldados esperando la rendición de los patriotas liderados por Juan Escalona. Ante la negativa de rendición de los patriotas, Boves decide sitiar nuevamente la ciudad y propone un trato con el jefe patriota que defendía la Plaza. Ante la difícil situación de la ciudad, Escalona decide aceptar el tratado de rendición con la confianza de que el jefe realista cuidaría de los derechos de los patriotas asentados en la ciudad como lo había prometido. Para mostrar sus buenas intenciones, Boves invita a un gran baile al cual debían acudir todos los principales de Valencia con sus esposas la noche del 10 de julio. El agasajo se realizó en la llamada Casa del Suizo, situada en lo que es hoy la calle Constitución con Calle Páez. Allí ocurrió una de las escenas más escalofriantes de la historia venezolana, pues todos los hombres fueron vilmente asesinados, mientras a las damas se las obligaba a realizar un baile vulgar de la plebe llamado "El Piquirico" para luego ser violadas por la tropa mientras presenciaban el asesinato de sus esposos. Ese mismo día, fueron también asesinados todos los pacientes que se encontraban recluidos en el Hospital San Antonio de Padua. Según el cronista de la ciudad, Don Guillermo Mujica Sevilla, entre las víctimas estuvo Francisco Espejo, quien fue fusilado en la esquina ubicada en la avenida Urdaneta cruce con Libertad. En palabras de un historiador realista, se relata este hecho de la siguiente manera:

En la noche siguiente a su entrada a Valencia, Boves reunió todas las mujeres en un sarao, y, entre tanto, hizo recoger los hombres, que había tomado precauciones para que no se escaparan, y sacándolos fuera de la población los alanceaba como toros sin auxilio espiritual. Solamente el doctor Espejo (Gobernador político) logró la distinción de ser fusilado y tener tiempo para confesarse. Las damas del baile se bebían las lágrimas y temblaban al oír las pisadas de las partidas de caballería, temiendo lo que sucedió, mientras que Boves con un látigo en la mano les hacía danzar el Piquirico y otros sonecitos de la tierra a que era muy aficionado, sin que la molicie que ellos inspiran fuese capaz de ablandar aquel corazón de hierro. Duró la matanza algunas noches.

El 24 de junio de 1821, se lleva a cabo en las cercanías de la ciudad la batalla que sellaría la Independencia de la nación, la Batalla de Carabobo. Es por esto que en la ciudad son atendidos los heridos en dicha batalla, siendo el sitio de muerte de Ambrosio Plaza, el día siguiente a la batalla; y otros próceres de la Independencia que fueron atendidos en el Hospital de la ciudad.
Además de dicho evento, en ese mes se instaló el primer Concejo Municipal existente en Venezuela, impulsado por el mismísimo Simón Bolívar a tan solo seis días de la liberadora victoria. El cronista de la ciudad lo relata de la siguiente manera:

El día 28 de junio de 1821 a cuatro días de la Batalla de Carabobo, los integrantes patriotas del anterior ayuntamiento colonial y los nuevos “Concejales” hicieron una reunión preparatoria con objeto de organizar la cámara previamente a su instalación. Los nuevos eran: Francisco Antonio Landaeta, Diego Escorihuela, Francisco Antonio Malpica, Bartolomé Rolan y Francisco Páez. Se pusieron de acuerdo para designar como Alcalde Primero a Gerónimo Windevoxhel, como Alcalde Segundo a Don Miguel Salazar, Alcalde de Campo Luís Lovera y Francisco Salazar, y Sindico Procurador, Carlos Pérez Calvo. 

El día 29 de Junio, estos nombramientos fueron aprobados por el Libertador. El día 30 de Junio, a seis días de la Batalla de Carabobo se instalo el Concejo Municipal de Valencia, como el Primer Concejo Municipal de la Venezuela Liberada. Los nombramientos y la organización prevista en la sesión preparatoria, fueron entonces oficializadas.

Este Concejo Municipal celebró dicha sesión solemne en honor al Libertador y sus oficiales triunfadores en Carabobo.

## Época de la Gran Colombia
Con promulgación de la Constitución de Cúcuta, la cual unificó al Virreinato de la Nueva Granada (actual Colombia) con la Capitanía General de Venezuela en una sola nación (la Gran Colombia), surgió desde un primer momento en 1821 malestar entre los venezolanos, quienes se sintieron relegados y poco beneficiados por el nombramiento de Francisco de Paula Santander para Vicepresidencia de la República, por la escogencia de un sistema centralista en vez de uno federal y por la elección de Bogotá como capital de la recién formada Unión
Este descontento llevó a que el General José Antonio Páez, quien ejerció las funciones de comandante general del Departamento de Venezuela (Caracas, Carabobo, Barquisimeto, Barinas y Apure) a partir de 1822 tomara una serie de decisiones que culminaron en su destitución en 1826, haciendo que depusiera su cargo y se retirara a su morada en la ciudad de Valencia. Poco después surge una revuelta de ciudadanos frente al Concejo Municipal de la localidad donde se le hace saber al General Páez que estaban dispuestos a desconocer la autoridad del nuevo comandante general y le instaron que permaneciera en el mando. Ante tal situación, José Antonio Páez se declara en rebelión y da origen al movimiento apodado como La Cosiata, en donde un alzamiento popular inesperado surgió en Valencia para luego propagarse a otras ciudades del Departamento de Venezuela.
Ese mismo año, 1826, el Concejo Municipal de Caracas se suma al pronunciamiento de Valencia y Simón Bolívar se ve en la necesidad de ratificar a Páez como Jefe Civil y Militar del Departamento de Venezuela para evitar el estallido de una guerra civil; aunque igualmente el transcurso del tiempo solo logró que se intensificaron los deseos de una reforma constitucional de carácter Federal, con la amenaza siempre presente de la secesión de Venezuela de la Gran Colombia.

## Época Republicana

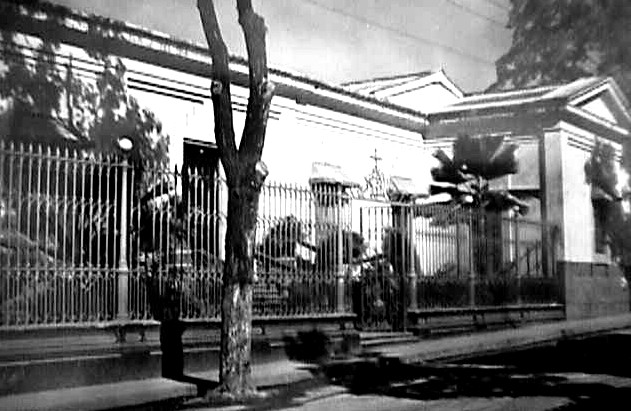
Colegio Lourdes en la ciudad de Valencia (1891)

El 13 de enero de 1830 el General José Antonio Páez, como Jefe Civil y Militar de una Venezuela aún integrada a la Gran Colombia, convocó a un Congreso Constituyente por el creciente y continuo distanciamiento con el Gobierno Central localizado en Bogotá. Dicho Congreso tuvo lugar en la ciudad del 6 de mayo y el 14 de octubre de 1830, el cual tuvo como aspectos resaltantes el nacimiento de la República de Venezuela y el establecimiento de Valencia como capital provisional durante el derrarollo del congreso. La elección de la ciudad, residencia de Páez al momento de la realización del Congreso, fue elegida también por ser el punto de origen del movimiento La Cosiata ocurrido entre 1826 y 1829.
1833: José Antonio Páez crea por decreto presidencial el Colegio Nacional en la llamada Casa de La Estrella, conformándose así el primer centro de estudios superiores creado de tal manera.
1858: Como consecuencia del pronunciamiento de Julián Castro, gobernador de la provincia de Carabobo, en contra del gobierno del presidente José Tadeo Monagas por problemáticas sociales, políticas y económicas que asediaban al país, nace en Valencia el movimiento conocido como Revolución de Marzo. Dicho movimiento llevó al derrocamiento de José Tadeo Monagas y al nombramiento de Julián Castro en Presidente Provisional de la República por la Convención de Valencia (y posteriormente en Presidente Interino) haciendo de la ciudad nuevamente capital provisional del país.
1864: Las Provincias pasaron a llamarse "Estados", incluyendo a la Provincia de Carabobo.
1881: El Cantón de Valencia pasa a ser Distrito Valencia, acogiendo a las parroquias Naguanagua, San Diego, Belén, Güigüe, Los Guayos y Tocuyito. Esta figura era equivalente a lo que es un municipio hoy día.
1883: Es inaugurado el Ferrocarril Inglés en la ciudad, el cual cubría la ruta Valencia-Puerto Cabello. Ese mismo año el General Antonio Guzmán Blanco eleva el "Colegio de Estudios Superiores" a "Colegio Federal de Primera Categoría", abandonando su antigua sede en la Casa de La Estrella y mudándolo al Convento de San Francisco. En 1892, Joaquín Crespo convierte el Colegio en la Universidad de Valencia.

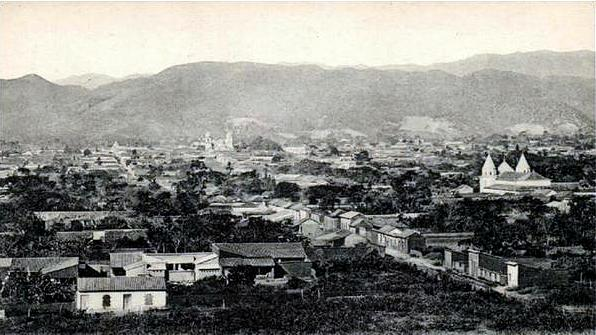
Valencia hacia el año 1900.

1894: Comienza a funcionar el Gran Ferrocarril de Venezuela, de origen alemán, el cual cubría la ruta Caracas-Valencia. 
1901: Con la promulgación de la Constitución de Venezuela de 1901 se estableció que los Estados se dividirían en Distritos y estos a su vez en Parroquias; quedando Valencia bajo la forma de Distrito. Tal división político-administrativa variaría en varias ocasiones con la promulgación de posteriores Constituciones.
1904: Cipriano Castro clausura la Universidad de Valencia, pasando a cumplir funciones como Colegio Nacional de Varones y luego como Liceo "Pedro Gual".
1907: Se hallan en la ciudad documentos originales relativos al Acta de la Independencia nacional, desaparecidos desde 1811. Así lo relata el cronista de la ciudad, Don Guillermo Mujica Sevilla:

En este último año (1907), en la casa de la viuda del Ingeniero Navas Spínola (Parroquia La Candelaria) fue encontrado el acta original en varios libros empastados que abarcaban actas elaboradas por el Congreso de 1811. Según se dice, estos libros fueron guardados o escondidos en Valencia a raíz de la clausura del Congreso de 1811-1812. Este congreso se clausuró en Valencia debido a las acciones guerreras del oficial español Domingo Monteverde, quien fue ocupando progresivamente las recién liberadas ciudades; además, el terremoto de 1812 fue un factor importante en la clausura del congreso. Poco se ha divulgado que el congreso que declaró la Independencia de 1811 continuó sus deliberaciones en Valencia, donde, según acabamos de decir, clausuró sus sesiones en 1812. Los libros que contenían el Acta de Independencia fueron guardados en Valencia hasta 1907, cuando gracias a la gestión de González Guinán junto con el doctor Ricardo Smith fueron hallados en la casa de la señora de Navas Spínola. El doctor Francisco González Guinán entregó este libro al presidente Cipriano Castro por intermedio del presidente del estado Carabobo, doctor Samuel Niño. En acto brillante con la colaboración activa de varias personas, fueron entregados estos libros al pueblo valenciano para su conservación en nuestra Casa de la Estrella, sede del Congreso de 1812.

1953: Con la promulgación de la Constitución de Venezuela de 1953 se estableció que los Estados se dividirían en Distritos y estos a su vez en Municipios; desapareciendo entonces las parroquias y quedando Valencia todavía bajo la forma de Distrito. Tal organización político-administrativa sería la última modificación que sufriría Valencia antes de terminar en su condición actual.
El 21 de marzo de 1958, Wolfgang Larrazábal dio la orden por decreto presidencial (emitido por la junta de Gobierno de esa época) de reabrir la Universidad de Valencia, la cual tomó el nombre de Universidad de Carabobo. Dicha reaprtura se hizo con un acto en el Teatro Municipal, contando con la presencia de la junta de gobierno.
En abril de 1951 en la VII Asamblea Nacional de Fedecamaras se decidió promover a Valencia como centro industrial de Venezuela. El Concejo Municipal decidió otorgar exoneración de patente de industria y comercio a las empresas que se instalasen en los terrenos de la zona industrial.

## Modernidad
1961: Con la promulgación de la Constitución de Venezuela de 1961 se estableció que los Distritos pasarían a llamarse "Municipios" y que los municipios previamente establecidos pasarían a llamarse "Parroquias"; quedando Valencia bajo la forma de Municipio.
En 1988 comienza la descentralización de los estados en Venezuela y por primera vez los habitantes del Estado pueden elegir a su alcaldes y gobernadores. Hasta entonces la figura de Valencia como "ciudad" y "municipio" había sido exactamente la misma, pero la descentralización estaba encaminada a que varias de sus parroquias adquirieran independencia político-administrativa y se convirtieran en municipios autónomos). Buscando evitar que la trascendencia de la ciudad se perdiera en el proceso de mejorar la administración local, diversos personajes importantes de la ciudad se pronunciaron para hacer algo al respecto; tal como Oswaldo Feo Caballero (historiador valenciano) comenta:
Tengo la satisfacción de haber luchado con éxito por la unidad territorial de Valencia. Comenzando la década de los años 90, cuando hubo la polémica por el desmembramiento que tendría Valencia por la separación de sus parroquias Naguanagua, San Diego, Los Guayos, Tocuyito y Campo de Carabobo para convertirlas en municipios, nos correspondió redactar el artículo 7 de la Ley de División Político Territorial para impedir la división de Valencia. Ese artículo, aprobado por la Asamblea Legislativa, en 1996, consagra que la ciudad de Valencia está constituida, en su aspecto urbano, por las parroquias Catedral, Candelaria, El Socorro, Miguel Peña, Rafael Urdaneta, San José, más los municipios Naguanagua, San Diego, Los Guayos y Libertador que constituyen una unidad urbana indisoluble a los efectos estadísticos, urbanos.
1992: Es creada la Bandera de Valencia, de la mano de Pedro Gramcko Almeida. Posteriormente la Valencia "municipio" y la Valencia "ciudad" se convertirían en conceptos independientes debido a la descentralización, pero ambos conservarían los mismos símbolos cívicos.
En 1996 el Municipio Valencia efectivamente ese separó en 5 municipios autónomos distintos, los cuales hasta ese momento habían sido parroquias: Municipio Naguanagua, Municipio San Diego, Municipio Los Guayos, Municipio Libertador. A partir de ese entonces el concepto de "Ciudad de Valencia" pasó a ser una delimitación "de facto" correspondiente a la aglomeración urbana de esos 5 municipios, mientras que el "Municipio Valencia" pasó a ser una división político-administrativa de menor tamaño.
En 2004 se consagró nuevamente el carácter extraordinario de la "Ciudad de Valencia", a través de lo plasmado en la nueva Ley de División Político-Territorial del Estado Carabobo expuesta en la Gaceta Extraordinaria del Estado Carabobo N°1633, expresándose que Valencia como ciudad está íntegramente conformada por cinco (5) municipios determinados de la entidad sin que ello implique disminución alguno en su autonomía.
Para el 5 de septiembre de 2017, el Ministerio de Relaciones Interiores, Justicia y Paz intervino la Policía Municipal de Valencia.